# Lo Vas a Olvidar
"Lo Vas a Olvidar" é uma canção da cantora norte-americana Billie Eilish e da cantora espanhola Rosalía. Foi escrita por Eilish, Rosalía, El Guincho e Finneas O'Connell, com produção de Finneas. Foi lançada pela Darkroom e Interscope Records em 11 de janeiro de 2021. Faz parte da trilha sonora do episódio especial de Jules da série de drama adolescente americana Euphoria.

## Antecedentes
Em 26 de fevereiro de 2019, Eilish confirmou à BBC Radio 1 que ela e Rosalía tinham uma sessão de gravação onde fizeram uma canção juntas. A cantora também falou sobre como foi trabalhar com ela, mencionando que, além de ser "a garota mais legal", ela também está muito em sintonia com o que quer. "Foi ótimo, ela realmente sabe o que quer", disse Eilish sobre Rosalía. "É por isso que foi meio refrescante porque eu era como, 'Uau, você é a única outra pessoa que eu realmente conheci que é assim". Em 10 de março, depois que Eilish realizou um show no Sant Jordi Club, em Barcelona, Rosalía postou uma foto das duas nas redes sociais e afirmou que "mal posso esperar para terminar nossa música. Compartilhar com você no estúdio ou ver você ao vivo ontem me inspira muito". Mais tarde naquele mês, Eilish revelou que a canção era metade em espanhol e metade em inglês para ambos e descreveu-a como "linda" e disse que ambos estavam "apaixonados por ela".

## Gravação
Durante uma entrevista com Zane Lowe, Eilish afirmou que o making of desta música "é a preparação mais longa do mundo". A primeira sessão de gravação conjunta para a canção foi em Los Angeles em janeiro de 2019, onde a maioria da canção foi escrita e gravada. Durante a sessão de gravação "Rosalía abriu um canal em Eilish que ela não tinha tentado antes" alcançando uma nova gama de notas altas. Também durante a sessão, eles discutiram se a canção deveria ser em espanhol ou inglês, no qual Eilish insistiu em cantar na língua românica. Mais tarde, Eilish sentiu que sua voz em espanhol "faz você soar melhor". Como Eilish não é fluente nessa língua, Rosalía teve que treinar a cantora americana e traduzir a letra para ela. Depois disso, uma segunda sessão colaborativa nos Estados Unidos foi realizada em julho. O produtor Finneas O'Connell disse à imprensa que a canção passou por muitas fases, algo bastante raro, uma vez que ele e sua irmã costumam manter a primeira impressão como o som final. A parte de Rosalía e os arranjos para a canção foram supostamente finalizados em abril de 2020. Embora a faixa estivesse programada para ser lançada durante o verão de 2020, a produção foi renovada durante esse tempo e os versos finais foram adicionados por Eilish com uma pequena ajuda de outros membros da família O'Connell.

## Videoclipe

### Antecedentes
O videoclipe de "Lo Vas a Olvidar" foi lançado no mesmo dia da canção. O vídeo foi dirigido por Nabil Elderkin.